# 1988 RV12
1988 RV12 är en asteroid i huvudbältet som upptäcktes den 14 september 1988 av den amerikanska astronomen Schelte J. Bus vid Cerro Tololo.
Den tillhör asteroidgruppen Hilda.